# 胡昂 (成化丁未進士)
胡昂（1449年—？），字時舉，直隸池州府貴池縣人，民籍，明朝政治人物。

## 生平
成化四年（1468年）戊子科應天府鄉試第七十五名舉人。成化二十三年（1487年）中式丁未科會試第四十九名，三甲第二百一十四名進士。歷官襄陽府知府，正德五年（1510年）八月升湖广按察司副使，以御史张琏劾其贪污，六年八月令冠带闲住。

## 家族
曾祖胡仲明；祖父胡永洀；父胡忠禮，母朱氏。